# Dorysthetus cayennensis
Dorysthetus cayennensis är en skalbaggsart som beskrevs av Ohaus 1905. Dorysthetus cayennensis ingår i släktet Dorysthetus och familjen Rutelidae. Inga underarter finns listade i Catalogue of Life.